# Lípa u Vítova
Lípa u Vítova je památný strom poblíž vesnice Vítov, jedné z částí obce Žižice, která se nalézá 4,5 km severovýchodně od Slaného v okrese Kladno. Lípa velkolistá (Tilia platyphyllos) roste na temeni návrší zhruba ¾ km severně od Vítova, v nadmořské výšce 270 metrů. Terén kolem lípy představuje povlovný, k východu se sklánějící hřbet. Vyjma oploceného ovocného sadu v jihozápadním sousedství se okolo stromu prostírají otevřená pole; od lípy se tak naskýtá ničím nerušený daleký výhled k severu až východu, na krajinu Dolnooharské tabule. Památný strom je snadno přístupný polní cestou po zhruba stometrovém odbočení ze silnice Vítov – Beřovice.
Solitérní lípa požívá ochrany od roku 1985. Měřený obvod jejího kmene v době vyhlášení dosahoval 570 centimetrů. Výšku stromu vyhlašovací dokumentace udává na 13 metrů. Kmen se v malé výši větví kolem rozměrné centrální kotliny, lípa však celkově působí vitálním dojmem. V terénu je označena tabulí „Památný strom“ s malým státním znakem, upevněnou na dřevěném sloupku v jejím západním sousedství.

## Fotogalerie

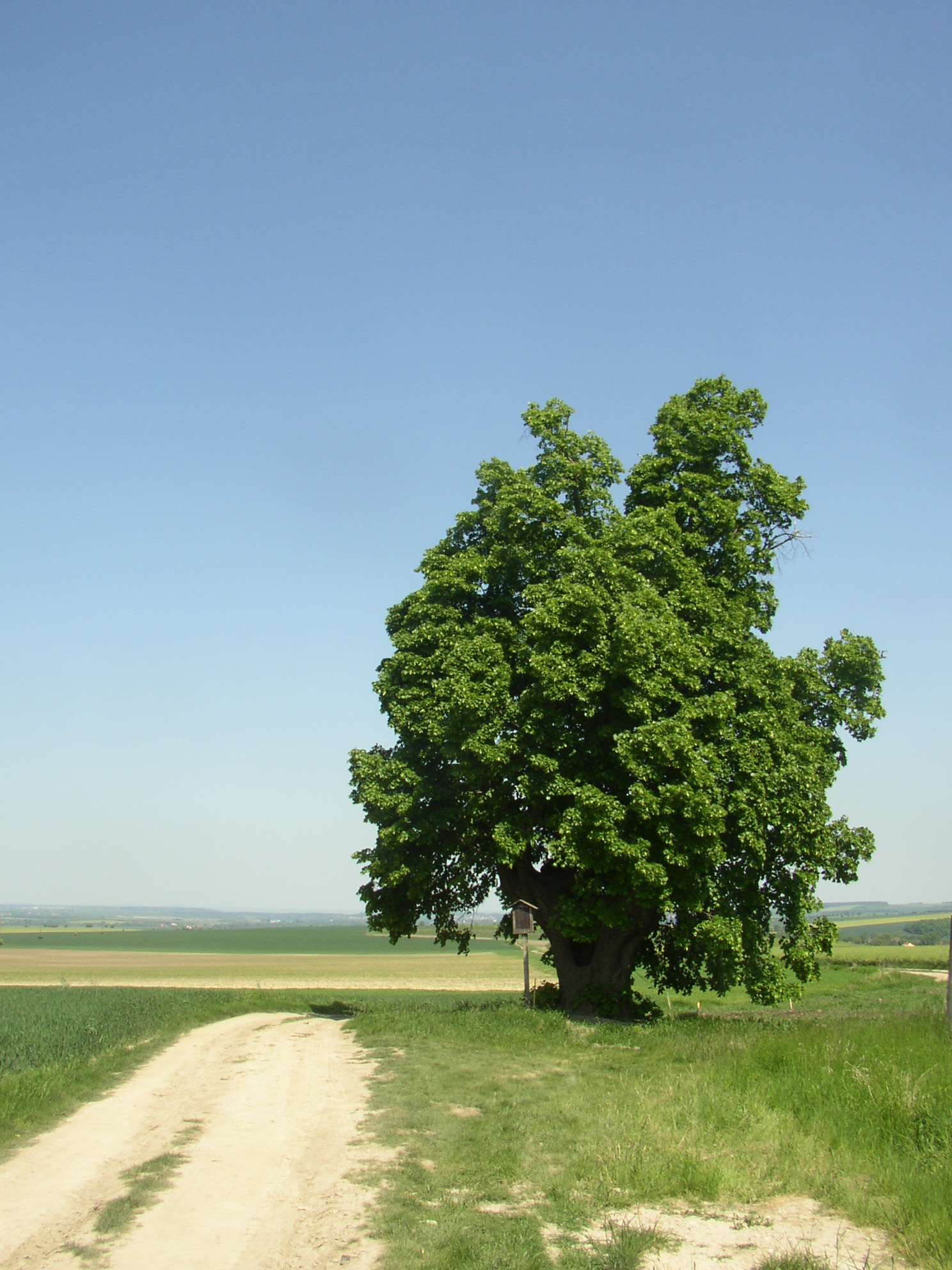
Pohled od zjz. s přístupovou cestou
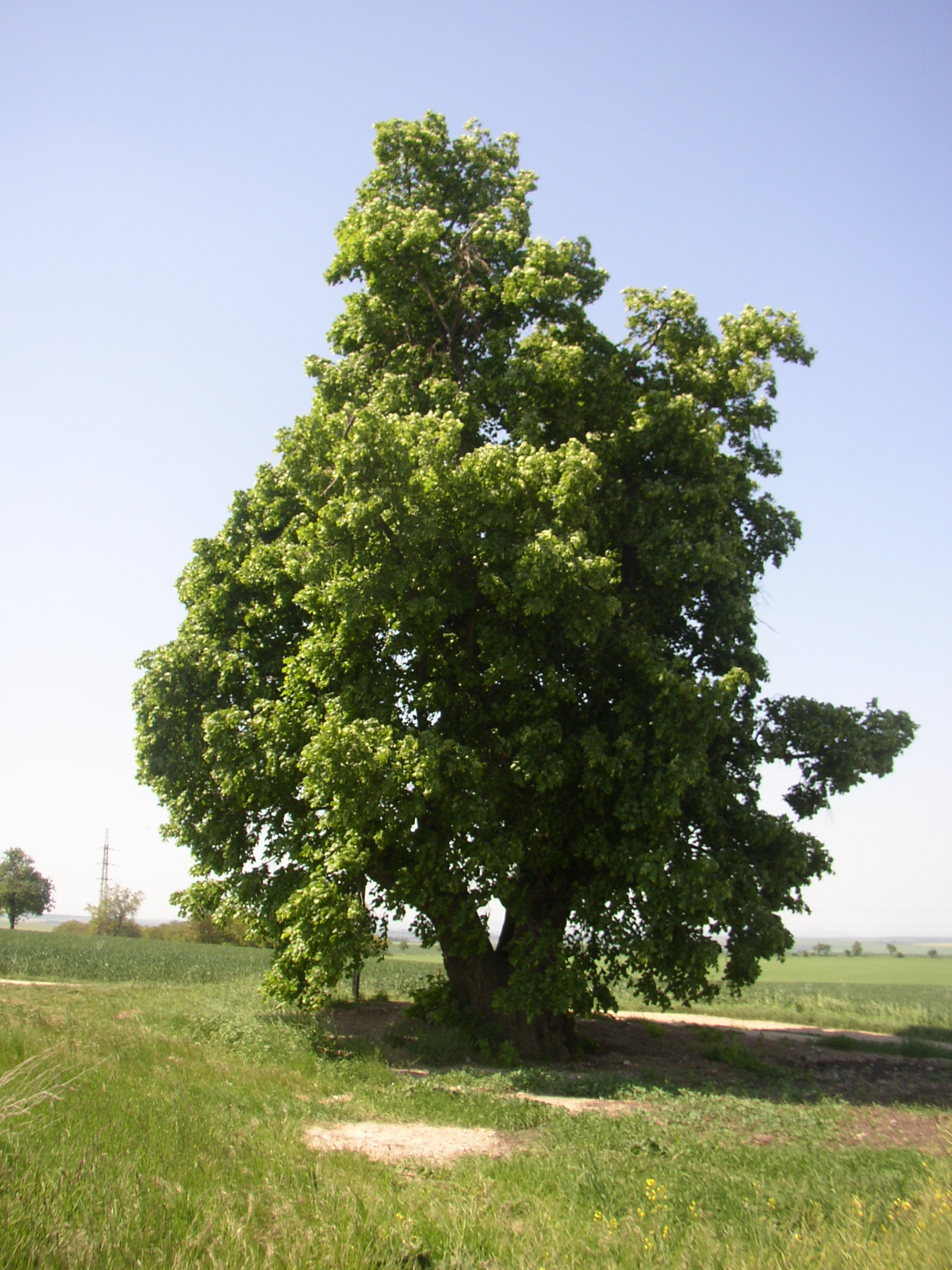
Pohled od jjv.
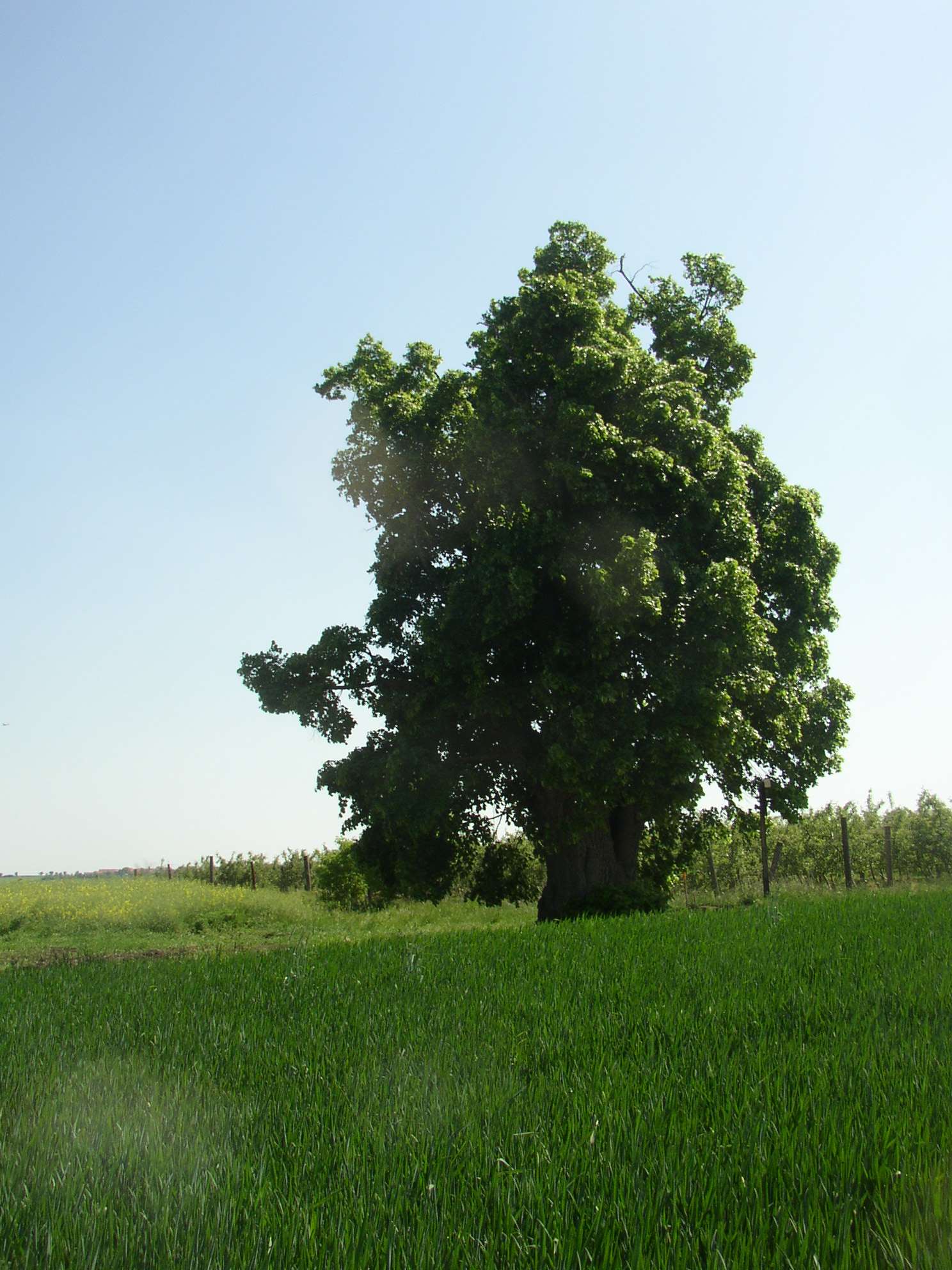
Pohled od ssz.
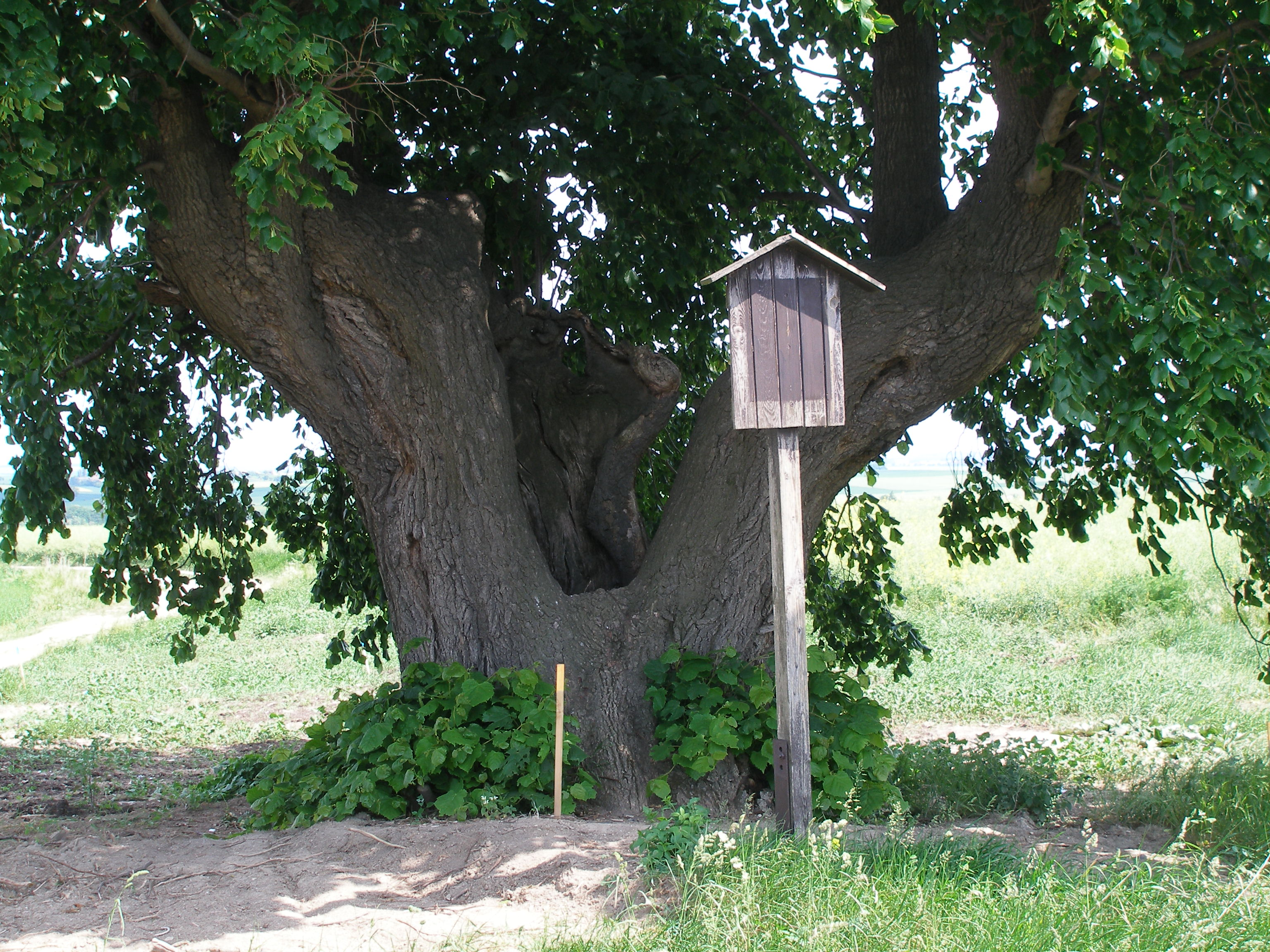
Západní strana s označníkem (roku 2012 chybějící znak)
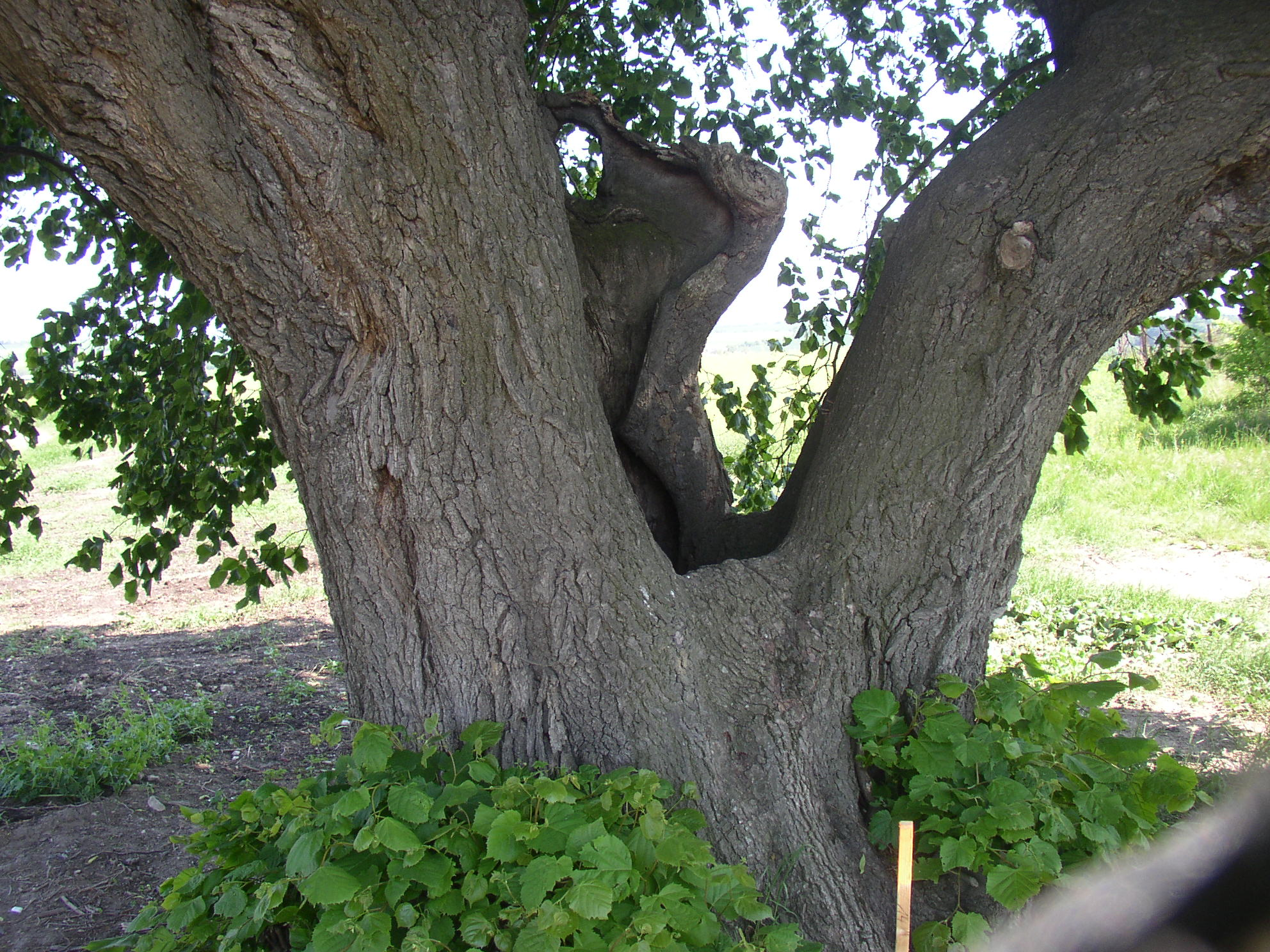
K západní a jižní straně otevřená dutina
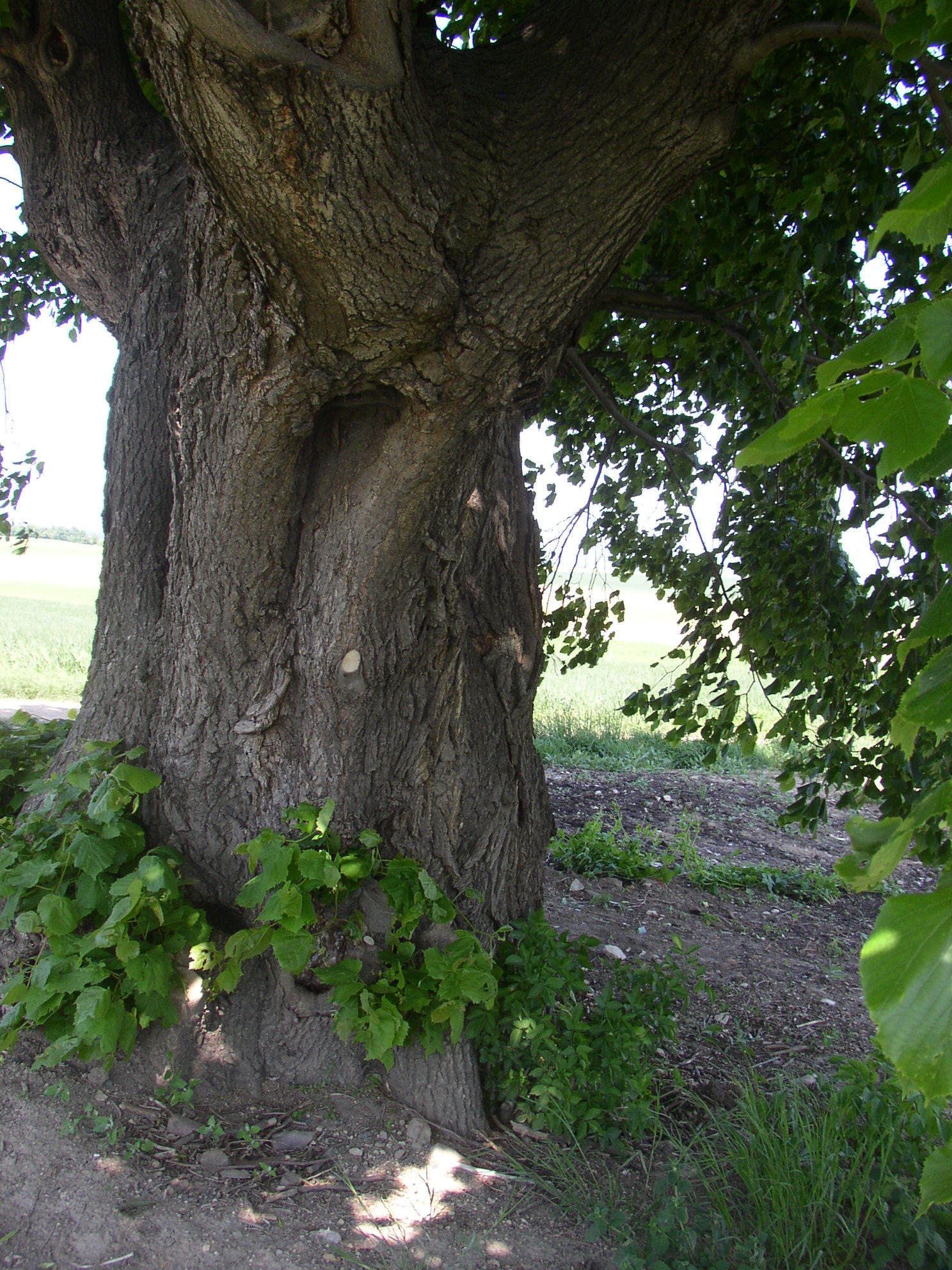
Zachovalý obvod kmene z východní strany

## Památné a významné stromy vokolí
- Dřínovská lípa (5,8 km zsz.)
- Dub na Zadních Lužích (Slaný; 2,9 km jz.)
- Dub v Podlešíně (3,9 km jjv.)
- Dub v Želenicích (5,2 km jjv.)
- Duby u Otrub (4,3 km z.)
- Jasan ve Tmáni (3,5 km s.)
- † Lípa u Břešťan (4,1 km sz.)
- Lípa u Horova mlýna (Velvary; 6,2 km vsv.)
- Lípa u Rosů (Slaný; 3,1 km z.)
- Lípa malolistá v Želenicích (5,0 km jjv.)
- Lípa velkolistá v Želenicích (5,0 km jjv.)
- Podlešínská lípa (4,0 km jjv.)
- Topol v Trpoměchách (5,4 km z.)
- † Žižická lípa (2,3 km jv.)